# Agrostis leptostachys
Agrostis leptostachys é uma espécie de gramínea do gênero Agrostis, pertencente à família Poaceae.